# Marin Bobeș
Marin Bobeș (n. 15 august 1953, Strejești, jud. Olt) este un fost senator român în legislatura 2004-2008 ales în județul Olt pe listele partidului PD iar din decembrie 2007 a devenit independent. În legislatura 2004-2008, Marin Bobeș a fost membru în grupurile parlamentare de prietenie cu Statul Kuwait, Arabia Saudită și Republica Bulgaria.
În legislatura 2008-2012, Marin Bobeș a fost ales deputat pe listele PSD. În cadrul activității sale parlamentare, Marin Bobeș a fost membru în grupurile parlamentare de prietenie cu Republica Filipine, Republica Ecuador, Republica Costa Rica, Irlanda și Regatul Norvegiei. Marin Bobeș a fost membru în comisia pentru cultură, arte, mijloace de informare în masă (din oct. 2011), în comisia pentru administrație publică și amenajarea teritoriului (dec. 2009 - oct. 2011) și în comisia pentru administrație publică și amenajarea teritoriului.